# STEP!
『STEP!』（ステップ!）は、ゴスペラーズ43作目のシングル。2012年10月17日キューンミュージックから発売。

## 解説
前作『It's Alright 〜君といるだけで〜』から約3か月ぶりに発売されたシングルで、表題曲「STEP!」はTBS系『ひるおび!』2012年11月期エンディング曲に使用されていた。
初回生産限定盤と通常盤の2形態で発売。初回生産限定盤は、東京・LIQUIDROOM 恵比寿で行われたキューンミュージック主催イベント「キューン20イヤーズ&デイズ」2012年4月7日のライブ映像が収録されたDVDが付属。

## 収録曲

### CD
1. STEP!
  - 作詞：安岡優／作曲：村上てつや・宇佐美秀文／編曲：UTA
2. ゆくてに
  - 作詞・作曲：酒井雄二／編曲：高野寛

### DVD（初回生産限定盤のみ）
1. ひとり
2. 靴は履いたまま